# بروتين ل
```
البروتين ل
 
(
بالإنجليزية
: 
Protein L
)‏
 هو بروتين بكتيري يتواجد على سطح العديد من أجناس 
الفينيغولديا
 
[الإنجليزية]
 ويرتبط 
بالغلوبولينات المناعية
 عبر تآثرات مع 
السلسلة الخفيفة
 (
L
ight chain) ومن هنا جاء الاسم الأجنبي.
[
2
]
 طوله 719 حمض أميني.
[
3
]
 قُدِّر الوزن الجزيئي لبروتين ل المستخلص من جدران الفينيغولديا أول مرة بحوالي 95 
كد
 بواسطة 
SDS-PAGE
 بوجود 
عامل الاختزال
 
2-ميركابتويثانول
 في حين تم تحديد وزنه الجزيئي بـ 76 كد بواسطة 
استشراب الفصل بالحجم
 
[الإنجليزية]
 بوجود 6 M غوانيدين هيدروكلوريد. لا يتحتوي البروتين ل على حلقات ثنائي الكبريتيد ولا يتكون من وحداث فرعية مرتبطة بروابط 
ثنائي كبريتيد
، وهو جزيء حمضي 
نقطة التساوي الكهربائية
 (pI) الخاصة به هي 4.0.
[
4
]
 على خلاف 
البروتين أ
 
والبروتين غ
 اللذان يرتبطان 
بالمنطقة Fc
 
[الإنجليزية]
 الخاصة بالغلوبولينات المناعية (الأجسام المضادة)، يرتبط البروتين ل بالأجسام المضادة عبر تآثرات مع السلسلة الخفيفة. بما أن لا جزء من 
السلسلة الثقيلة
 
[الإنجليزية]
 يقوم بتآثرات الارتباط، يستطيع البروتين ل الارتباط بفئات  واسعة من الأجسام المضادة أكثر من البروتينين أ وغ. يرتبط البروتين ل مع جميع فئات الأجسام المضادة وتشمل: 
IgG
 
وIgM
 
وIgA
 
وIgE
 
وIgD
. ترتبط 
الشدفة المتغيرة للسلسلة المفردة
 
[الإنجليزية]
 (
scFv
) وشدفة 
فاݕ
 
[الإنجليزية]
 كذلك بالبروتين ل.
```

رغم هذه القدرة الواسعة في الارتباط، لا يعتبر البروتين ل بروتين ارتباطٍ بالجسم المضاد شاملا لأن ارتباطه محصور مع الأجسام المضادة التي تحتوي على السلسلة الخفيفة كاݕا. تحتوي معظم جزيئات الأجسام المضادة في البشر والفئران على سلاسل كاݕا الخفيفة (κ) والبقية تحتوي على سلاسل لمدا الخفيفة (λ). البروتين ل فعال فقط عند الارتباط ببعض الأنواع الفرعية من سلاسل كاݕا الخفيفة، وعلى سبيل المثال يرتبط لدى البشر مع الأنواع الفرعية الأولى VκI والثالثة VκIII والرابعة VκIV لكنه لا يرتبط مع سلسلة كاݕا الخفيفة من النوع الثاني VκII. ارتباط البروتين ل مع الغلوبولينات المناعية الفأرية محصور مع السلسلة كاݕا الخفيفة من النوع الأول VκI فقط.